# Impasse Kléber
L’impasse Kléber est une voie située dans le quartier de Chaillot du 16e arrondissement de Paris. 

## Situation et accès
Elle commence au niveau du 64, avenue Kléber et se termine en impasse.
Le site est desservi par la ligne 6, aux stations Kléber et Boissière.

## Origine du nom

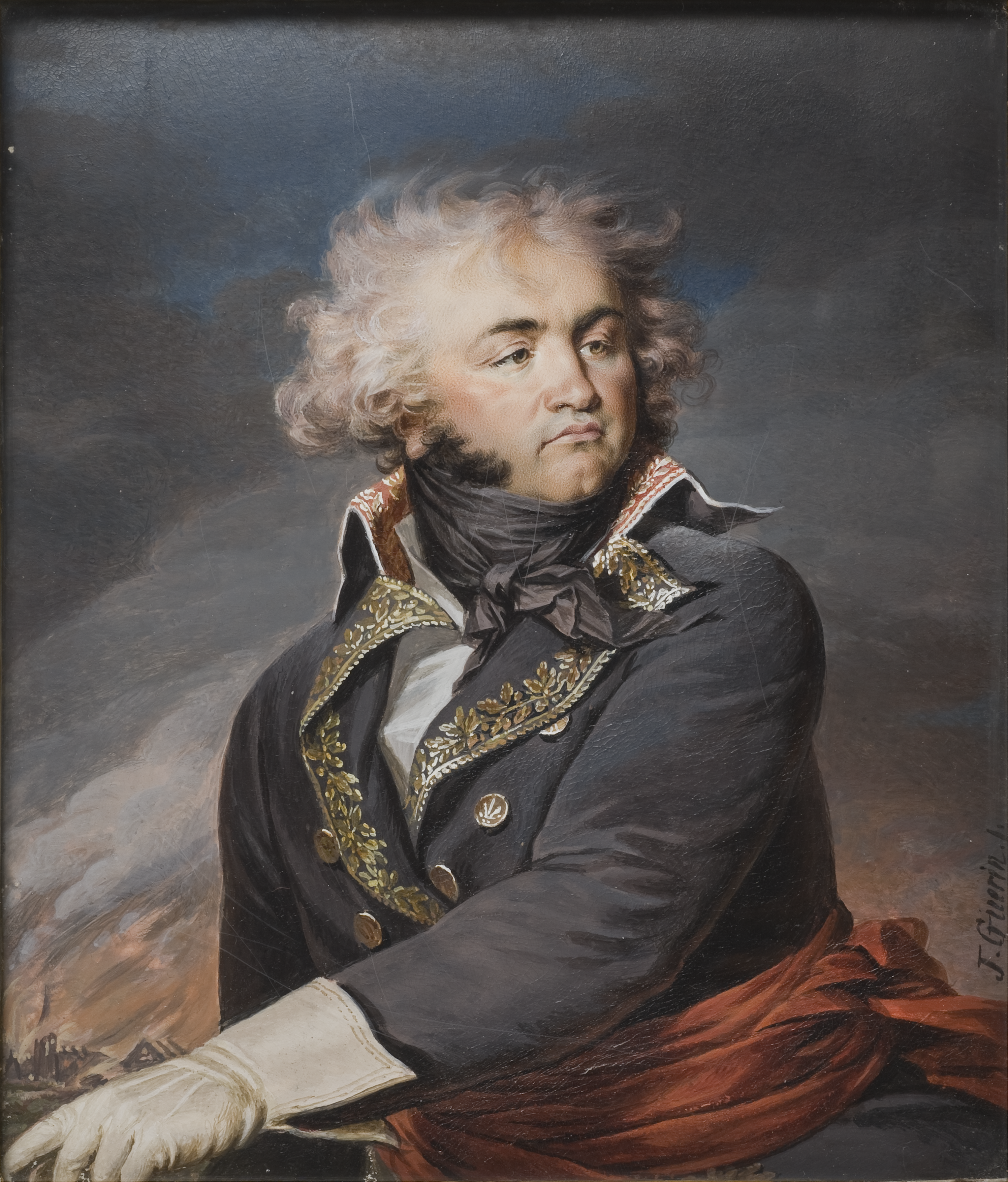
Le général Jean-Baptiste Kléber.

Elle porte le nom du général français Jean-Baptiste Kléber (1753-1800), en raison de sa proximité avec l'avenue éponyme.

## Bâtiments remarquables et lieux de mémoire
- No 8 : bâtiment du consulat de l'ambassade du Venezuela (laquelle se trouve dans le même pâté de maisons).

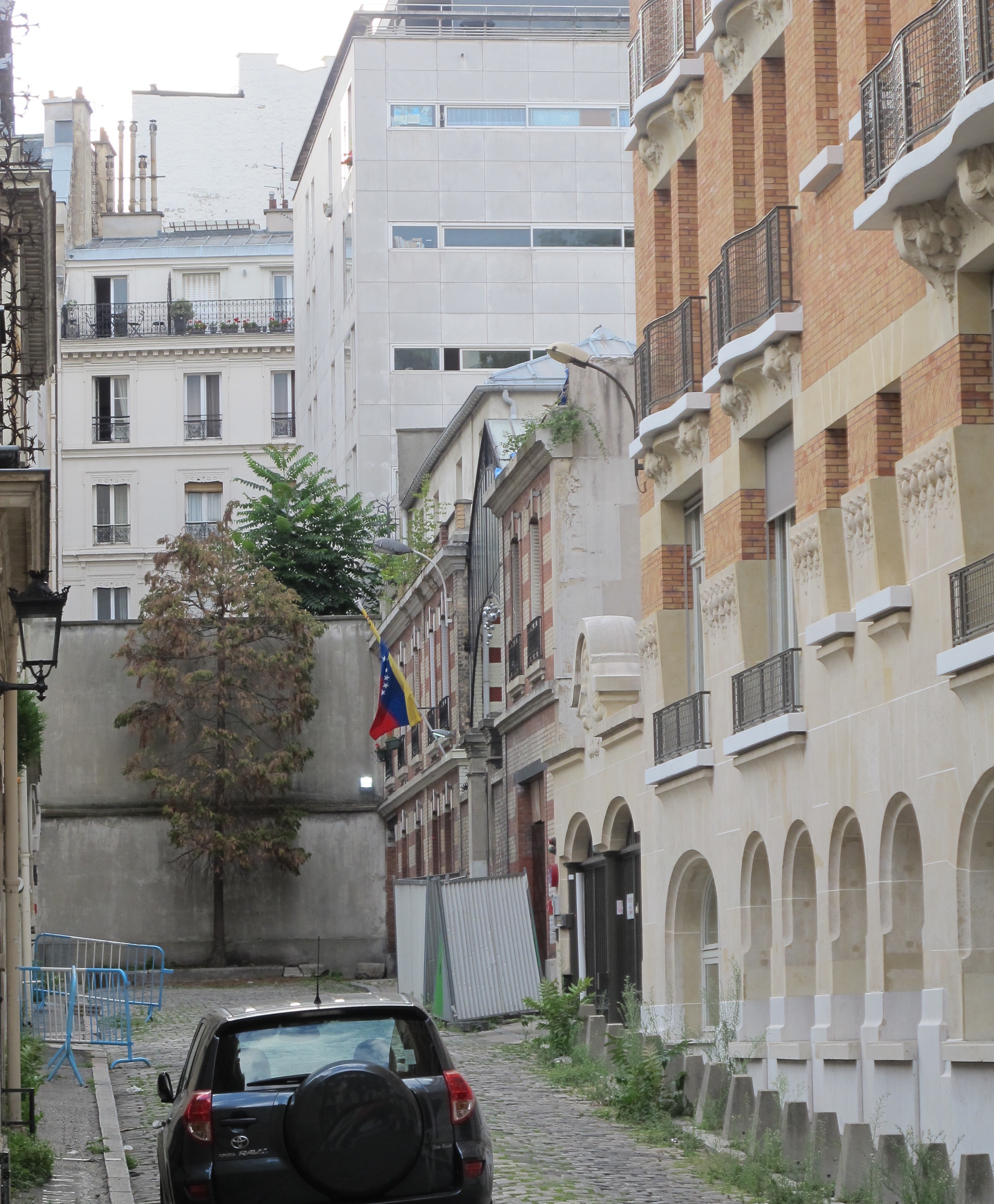